# Дальневосточная раса
Дальневосто́чная ра́са (восточноазиатская раса, китайская раса) — одна из человеческих рас. Относится к так называемым малым расам в составе большой монголоидной расы. В ряде классификаций образует вместе с южноазиатской расой тихоокеанскую монголоидную ветвь. Преобладает на территории Восточного и Северо-Восточного Китая, на территории Кореи, Японии, а также на Дальнем Востоке России (в Приамурье и Приморье) — у части китайцев, части тибетцев, у корейцев, нанайцев и других народов. Современный ареал дальневосточной расы является наиболее вероятной прародиной всех монголоидов.

## Признаки
Представители дальневосточной расы характеризуются такими антропологическими признаками, как:
- средний рост, несколько больший, чем у других популяций азиатских монголоидов;
- более смуглая кожа в сравнении с североазиатскими монголоидами;
- жёсткие прямые чёрные волосы (вплоть до иссиня-чёрных);
- сильное развитие складки верхнего века, высокая частота распространения эпикантуса (до 70 %);
- толщина губ в среднем больше, чем у представителей североазиатской расы;
- сравнительно узкий нос, чаще всего с прямой спинкой;
- ортогнатное или слабопрогнатное относительно узкое и высокое лицо;
- очень высокий свод черепной коробки;
- худощавое телосложение.

Представляя собой классический тип тихоокеанских монголоидов, дальневосточная раса характеризуется такими антропологическими признаками, как относительно смуглая кожа, высокий свод черепа и мезокефалия. Эти признаки объединяют дальневосточную расу с южноазиатской расой, образующей южный вариант тихоокеанской монголоидной ветви.

## Классификация
В. В. Бунак выделял в восточноазиатском ареале две расы, китайскую и островную (японцев), и включал их в состав южноазиатской ветви восточного расового ствола (китайская раса у В. В. Бунака, если исключить из неё популяции, имеющие примесь курильской и южноазиатской рас, почти полностью соответствует по охвату ареала дальневосточной расе). В классификации Г. Ф. Дебеца в состав дальневосточной расы включены северокитайский и корейский антропологические типы, население Японии (японский антропологический тип) он отнёс к южномонголоидной расе. Обе расы, дальневосточная и южномонголоидная, рассматриваются Г. Ф. Дебецем как часть тихоокеанской подветви азиатской ветви большой монголоидной расы. Тибетская раса в его классификации представляет собой самостоятельную подветвь в составе азиатской ветви, а амуросахалинский тип отнесён к сибирской азиатской подветви. В исследованиях Я. Я. Рогинского и М. Г. Левина дальневосточная раса входит в состав большой азиатско-американской расы вместе с североазиатской, арктической (эскимосской), южноазиатской и американской малыми расами.

## Типы
Область распространения дальневосточной расы размещена в центральной части азиатского монголоидного ареала, она граничит с территориями, на которых расселены представители двух других монголоидных рас — североазиатской и южноазиатской, а также с территориями расселения представителей метисной южносибирской расы, переходной курильской расы и европеоидной индо-средиземноморской расы. На границах с ареалами всех этих рас в разное время были сформированы популяции переходного типа со своими характерными антропологическими признаками. Помимо периферийных областей группы популяций со своими особенностями отмечаются и во внутренних регионах дальневосточного ареала, часть из них сложилась в том числе и в результате метисации с другими расами. Все эти группы, региональные и переходные, объединяются в несколько особых антропологических типов в составе дальневосточной расы:
- северокитайский антропологический тип — распространён в Северном и Северо-Восточном Китае; в нём наиболее ярко выражены все основные признаки дальневосточной расы[10];
- корейский антропологический тип — распространён среди корейцев; в этом типе прослеживается некоторая примесь южноазиатской расы, а также, возможно, североазиатское влияние, выраженное в незначительной депигментации, от других дальневосточных типов отличается брахикефалией, средней степенью роста бороды и усов, несколько более широким носом, более толстыми губами в сравнении с северокитайским типом и крупными размерами лица[11];
- амуросахалинский антропологический тип — распространён в низовьях реки Амур и на Сахалине среди нивхов и некоторых других коренных народов этого региона; данный тип испытал влияние курильской расы, что выражено, в частности, в сильном росте бороды и заметном прогнатизме[12];
- японский (или островной) антропологический тип — распространён в Японии; он обнаруживает разную степень примеси курильской и южноазиатской рас, что отличает японский тип от остальных популяций дальневосточной расы, для данного типа характерны бо́льшая степень роста бороды и усов, заметная распространённость волнистых волос, более тёмная кожа, широкая форма носа, толстые губы, низкое лицо и низкий рост[13];
- тибетский антропологический тип — иногда выделяется в отдельную малую расу, по всей видимости, представляет собой группы популяций переходного типа между дальневосточной расой и центральноазиатским типом североазиатской расы[14].